# Спортпарк Де Тукомст
Спортпарк Де Тукомст (нидерл. Sportpark De Toekomst, в переводе с нидерландского — «Спортивный парк Будущего») — футбольный спортивный комплекс и стадион в Нидерландах, расположенный в районе Оудекерк-ан-де-Амстел неподалёку от Амстердама. Рядом с ареной Йохана Кройфа Принадлежит клубу Аякс, арендуется и используется для игр и тренировок командами «Йонг Аякс», "Аякс Вроувен" (женская команда Аякса) и несколькими любительскими командами из Амстердама.

## История

### Строительство комплекса
Начало строительства датировалось 1995 годом. Официальное открытие состоялось 14 июля 1996 года. Архитектором проекта выступил Дик ван Вагенинген. Новый тренировочный центр заменил прежнюю базу Аякса, расположенную на старом комплексе «Меер».

### Расположение
Комплекс находится рядом с железнодорожной линией и расположен напротив стадиона Йохан Кройф Арена — главной арены «Аякса».

## Инфраструктура
Комплекс включает в себя:
- пять полей с натуральным покрытием;
- два поля с искусственным покрытием;
- трибуну вместимостью около 2 250 зрителей;
- несколько раздевалок, кабинет тренера, медицинского и восстановительного персонала.

## Использование
С момента открытия комплекс служит главной тренировочной базой клуба. На стадионе проводит свои домашние матчи команда Йонг Аякс, выступающая в Эрстедивизи, а также молодёжные и женские команды «Аякса».

## Архитектура
Проект тренировочного центра выполнен в простом и функциональном стиле. При строительстве большое внимание уделялось удобству спортсменов и оптимальной организации тренировочного процесса. За работу над трибунами архитектор Дик ван Вагенинген был отмечен профессиональным сообществом — проект получил упоминание в рамках архитектурной премии Staalprijs 2006 года.